# Háj (Loučná pod Klínovcem)
Háj (německy Stolzenhain) je vesnice, část města Loučná pod Klínovcem v Krušných horách v okrese Chomutov. Stojí asi třicet kilometrů jihozápadně od Chomutova a jeden kilometr jihovýchodně od Loučné. Vesnice vznikla v šestnáctém století v souvislosti s krušnohorským dolováním rud, ale postupně se proměnila v rekreační centrum zaměřené především na zimní sporty na nedalekém Klínovci. Háj leží v katastrálním území Háj u Loučné pod Klínovcem o rozloze 15,61 km².

## Název
Název vesnice je složen ze dvou slov. První část stolz pochází ze střední horní němčiny a znamená zpupný nebo nádherný. Druhé slovo hain (háj) je staročeským označením pro panský les. V historických pramenech se jméno vyskytuje ve tvarech: Sstolczenhon (1654), Stolczenhain (1663) a Stolzenhan (1785 a 1847).

## Historie
První písemné zmínky o vesnici pochází ze druhé poloviny šestnáctého století a zmiňují ji v souvislosti s kostelem v tehdejším Wiesenthalu. Vesnice vznikla v době rozmachu krušnohorského hornictví u významné cesty z Čech do Saska. V období před bitvou na Bílé hoře Háj tvořil součást hauenštejnského panství Kašpara Šlika z Holejče, kterému bylo za účast na českém stavovském povstání zkonfiskováno a roku 1623 vráceno jeho manželce.
Vzhledem k velké nadmořské výšce se v okolí nedařilo pěstování zemědělských plodin, a základem obživy se tak stal chov dobytka. Podle Berní ruly z roku 1654 ve vsi žilo sedmnáct chalupníků, dva zahradníci a osm poddaných bez majetku. Celkem měli osmnáct potahů, 51 krav, dvacet jalovic, jednu ovci a 21 koz. K vesnici patřil také pivovar, krčma a čtyři mlýny. Lidé kromě chovu zvířat pracovali v lese a věnovali se obchodu. Přímo ve vesnici se na pravém břehu potoka Bílá voda dochovaly pozůstatky několika hald a asi deseti štol a šachet, ve kterých se těžila železná ruda.
Do roku 1756 se vesnice značně rozrostla. Měla 92 domů, fungovalo v ní šest mlýnů a drátovna a živnost provozovala řada řemeslníků. Podle Schallerovy Topographie des Königreiches Böhmen z roku 1785 Háj patřil k ostrovskému panství. Úpadek těžby v Krušných horách způsobil, že si lidé museli hledat nové zdroje obživy. Staly se jimi zejména výroba krajek a rukavic v okolních drobných podnicích nebo práce v lese a na stavbách.
Před polovinou devatenáctého století měl Háj tisíc obyvatel ve 123 domech, školu, dvě hospody, drátovnu a pět mlýnů. V devadesátých letech devatenáctého století měla škola tři třídy, u vesnice se těžilo ložisko rašeliny a východně od vesnice se ve vápence vyrábělo vápno.
V první polovině devadesátých let dvacátého století v Háji firma Tomáš Rameš provozovala malý podnik, ve kterém se vyráběl kovový nábytek. Po zániku firmy zůstal v areálu bývalé továrny nebezpečný odpad, který musel být zlikvidován na náklady Ústeckého kraje. Samotná vesnice se proměnila v rekreační centrum, které těží z blízkosti lyžařských areálů na nedalekém Klínovci.

## Přírodní poměry

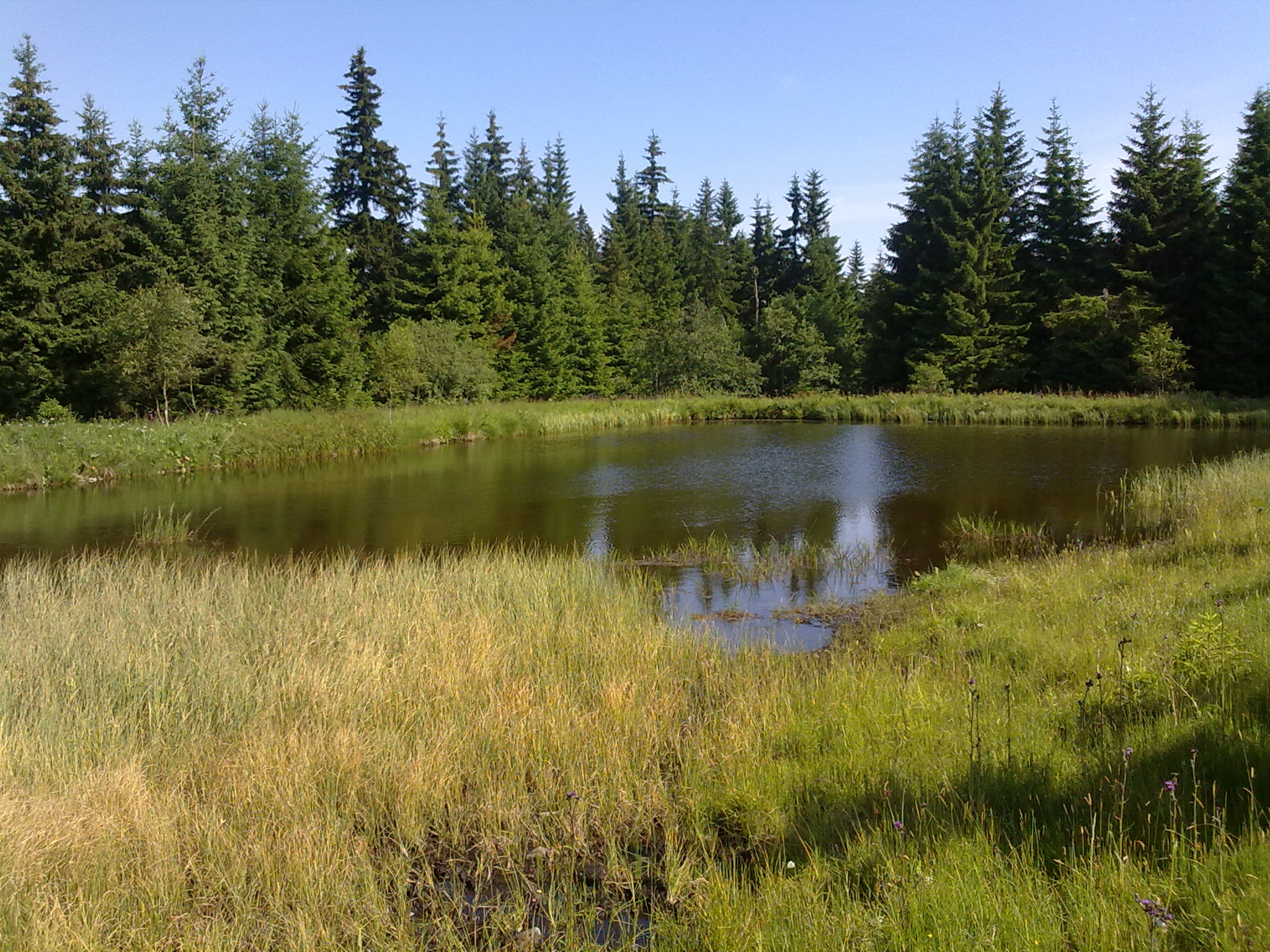
Nádrž Drátovna

Vesnicí protéká potok Bílá voda, který se u Českých Hamrů vlévá do Polavy. Údolím východně od vesnice teče Černá voda. U jejího soutoku s Písečným potokem se v nadmořské výšce přibližně 884 metrů nachází malá vodní nádrž zvaná Drátovna. Pojmenována byla podle drátovny, která v těchto místech stávala. Její budova později sloužila jako hájovna a v roce 1930 samotu tvořil jeden dům, v němž žilo devět obyvatel. Nádrž od sousedních potoků odděluje 149 metrů dlouhá hráz vysoká až dva metry a plocha vodní hladiny dosahuje asi 1800 m². Nádrž vznikla v místech, kde se přirozeně akumuluje voda, a slouží k zadržení vody v krajině. Hlavním zdrojem vody je krátké potrubí z Písečného potoka, ale napájejí ji také dva drobné bezejmenné přítoky.
Území se nachází v klimaticky chladné oblasti CH6 s průměrnou roční teplotou necelých 5 °C a průměrným ročním úhrnem srážek vyšším než 900 milimetrů. Geologické podloží tvoří horniny krušnohorského krystalinika: svor s vložkami ortorul, pararuly a červené ruly. Tyto horniny jsou překryty kvartérními naplaveninami.
Okolí Drátovny je zalesněné smrkem ztepilým, ale v potoční nivě místy převládají porosty olše šedé. Na hrázi, mokřadu na jižním břehu nádrže a v přilehlém okolí byly zaznamenány druhy zvláště chráněných rostlin jako je prstnatec májový, kropenáč vytrvalý, zdrojovka hladkosemenná potoční, kontryhel medvědí, ostřice rusá, mléčivec alpský, mokrýš vstřícnolistý, bika sudetská, zvonečník černý, starček potoční, sedmikvítek evropský, kozlík dvoudomý, kozlík výběžkatý bezolistý nebo koprník štětinolistý.
Území okolo historické vápenky je chráněno jako přírodní památka Vápenka v Háji u Loučné pod Klínovcem a údolí Černé vody východně od vesnice jako přírodní rezervace Horská louka u Háje.

## Obyvatelstvo
Při sčítání lidu v roce 1921 zde žilo 1104 obyvatel (z toho 498 mužů), kteří byli kromě osmi cizinců německé národnosti a s výjimkou dvou evangelíků patřili k římskokatolické církvi. Podle sčítání lidu z roku 1930 měla vesnice 1228 obyvatel: jednoho Čechoslováka, 1220 Němců a sedm cizinců. Kromě sedmi evangelíků se hlásili k římskokatolické církvi.
|                                                                              | 1869  | 1880  | 1890  | 1900  | 1910  | 1921  | 1930  | 1950 | 1961 | 1970 | 1980 | 1991 | 2001 | 2011 | 2021 |
| ---------------------------------------------------------------------------- | ----- | ----- | ----- | ----- | ----- | ----- | ----- | ---- | ---- | ---- | ---- | ---- | ---- | ---- | ---- |
| Obyvatelé                                                                    | 1 175 | 1 170 | 1 189 | 1 263 | 1 246 | 1 104 | 1 228 | 487  | 275  | 99   | 27   | 9    | 21   | 29   | 53   |
| Domy                                                                         | 123   | 132   | 130   | 142   | 140   | 137   | 163   | 164  | —    | 25   | 12   | 26   | 5    | 14   | 28   |
| Počet domů z roku 1961 je zahrnut v celkovém počtu domů místní části Loučná. |       |       |       |       |       |       |       |      |      |      |      |      |      |      |      |

## Obecní správa
Po zrušení poddanství byl Háj samostatnou obcí v jáchymovském okrese. Roku 1949 se stal osadou Loučné, která byla začleněna do okresu Karlovy Vary-okolí a od roku 1961 do okresu Chomutov. Obě vesnice patřily v období od 1. ledna 1986 do 31. prosince 1991 jako části obce k Vejprtům. Od 1. ledna 1992 je Háj částí znovu samostatné obce Loučná, resp. Loučná pod Klínovcem.

## Pamětihodnosti
- Asi 800 metrů jihozápadně od nádraží v Kovářské se nachází zřícenina vápenky. Měla dvě pece, ve kterých se topilo dřevem z okolních lesů a které zpracovávaly suroviny z okolních lomů.[24] Přímo v sousedství vápenky se nachází vzrostlými stromy zarostlé zbytky lomu, kde se těžil od kalciticko-dolomitický mramor, který zde vytvářel čočkovité těleso v svorech a kvarcitech.[25] Vápenka byla v provozu do třicátých let 20. století a od roku 1945 se používaly už jen přilehlé budovy jako myslivna. V roce 2003 se zřítila levá věž, a tím se odkryl vnitřek pece se žářištěm a postranní vzduchovou izolací.[26]
- Zaniklá osada Königsmühle

## Galerie

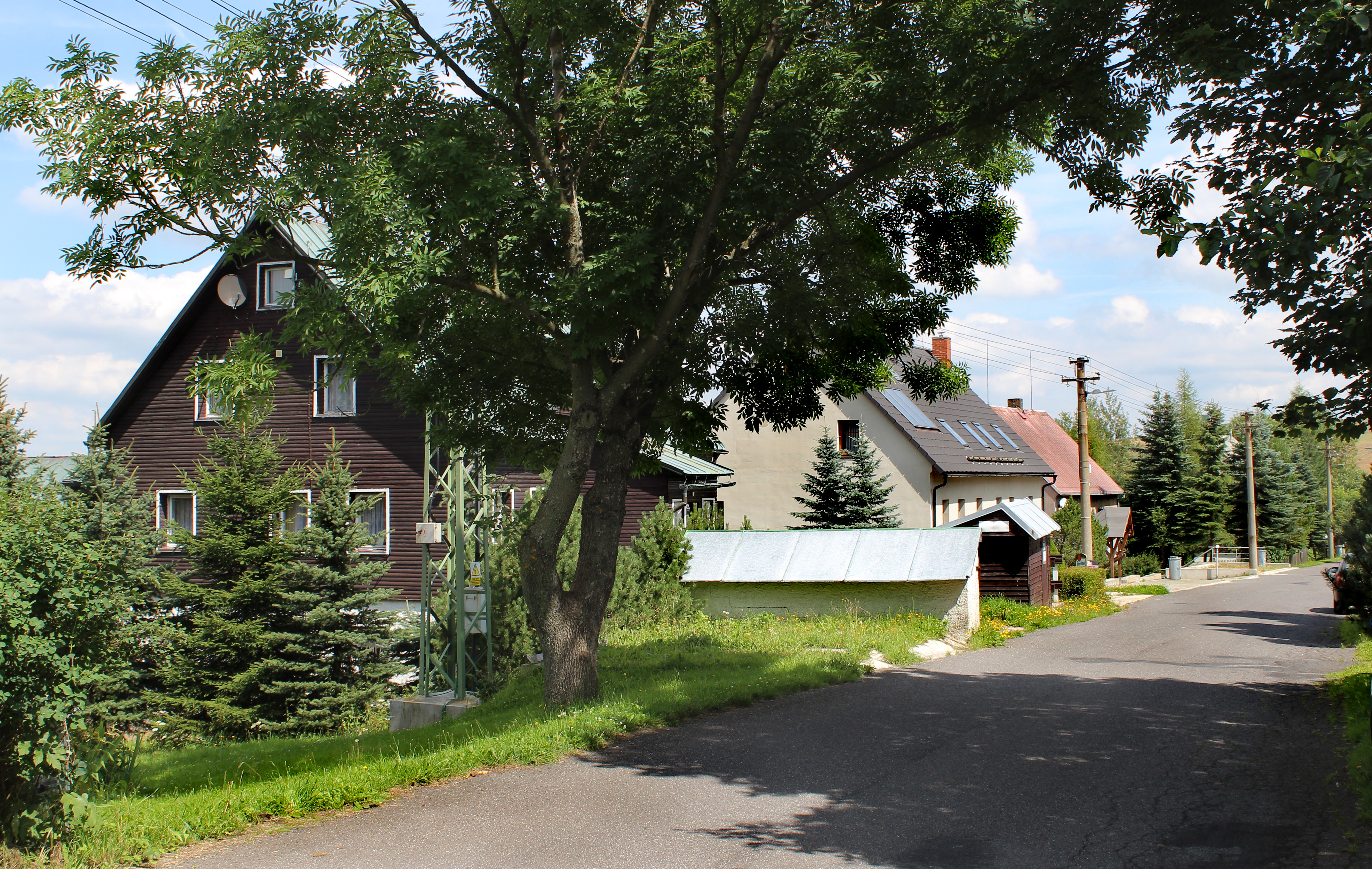
Hotely v Háji
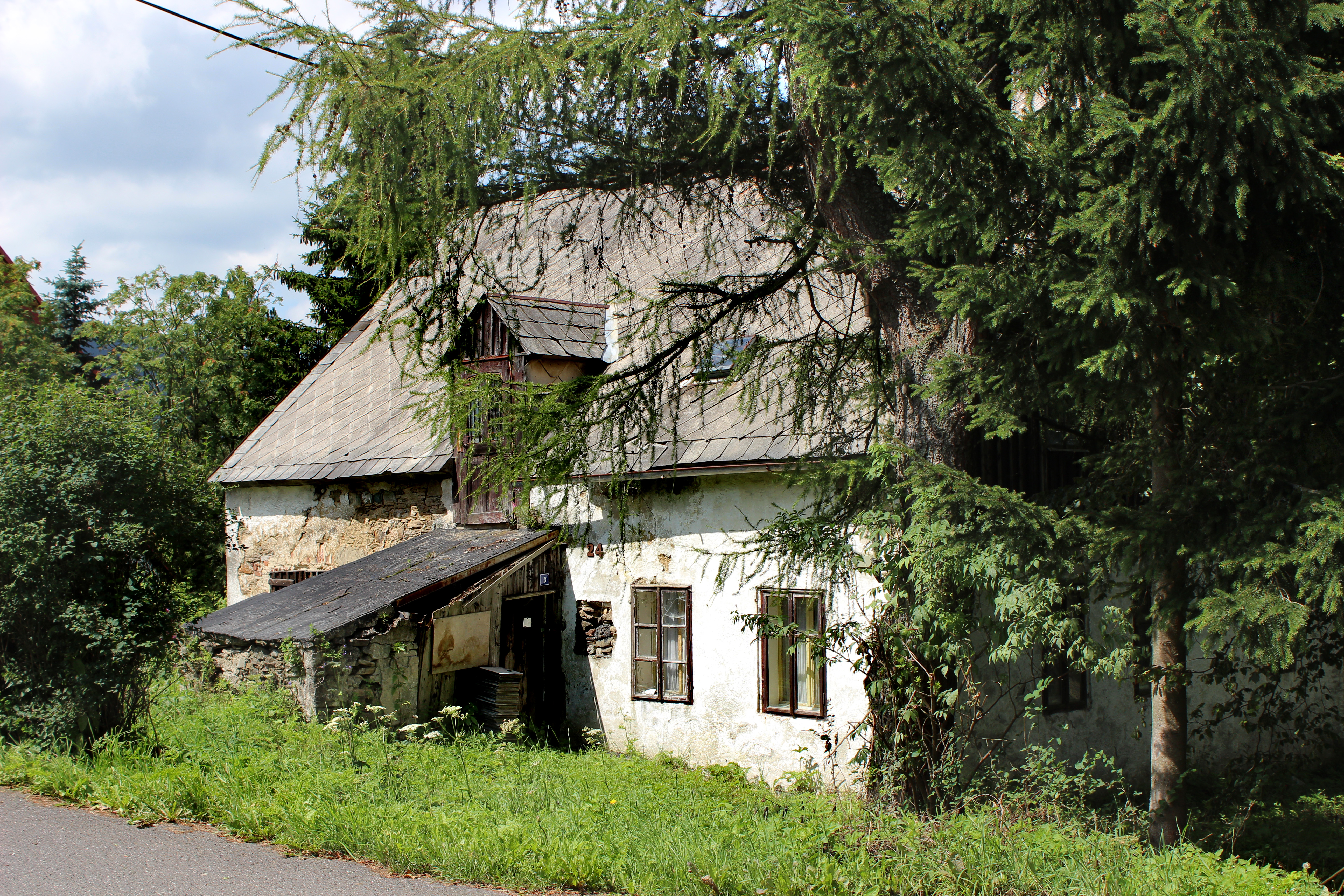
Opuštěné stavení
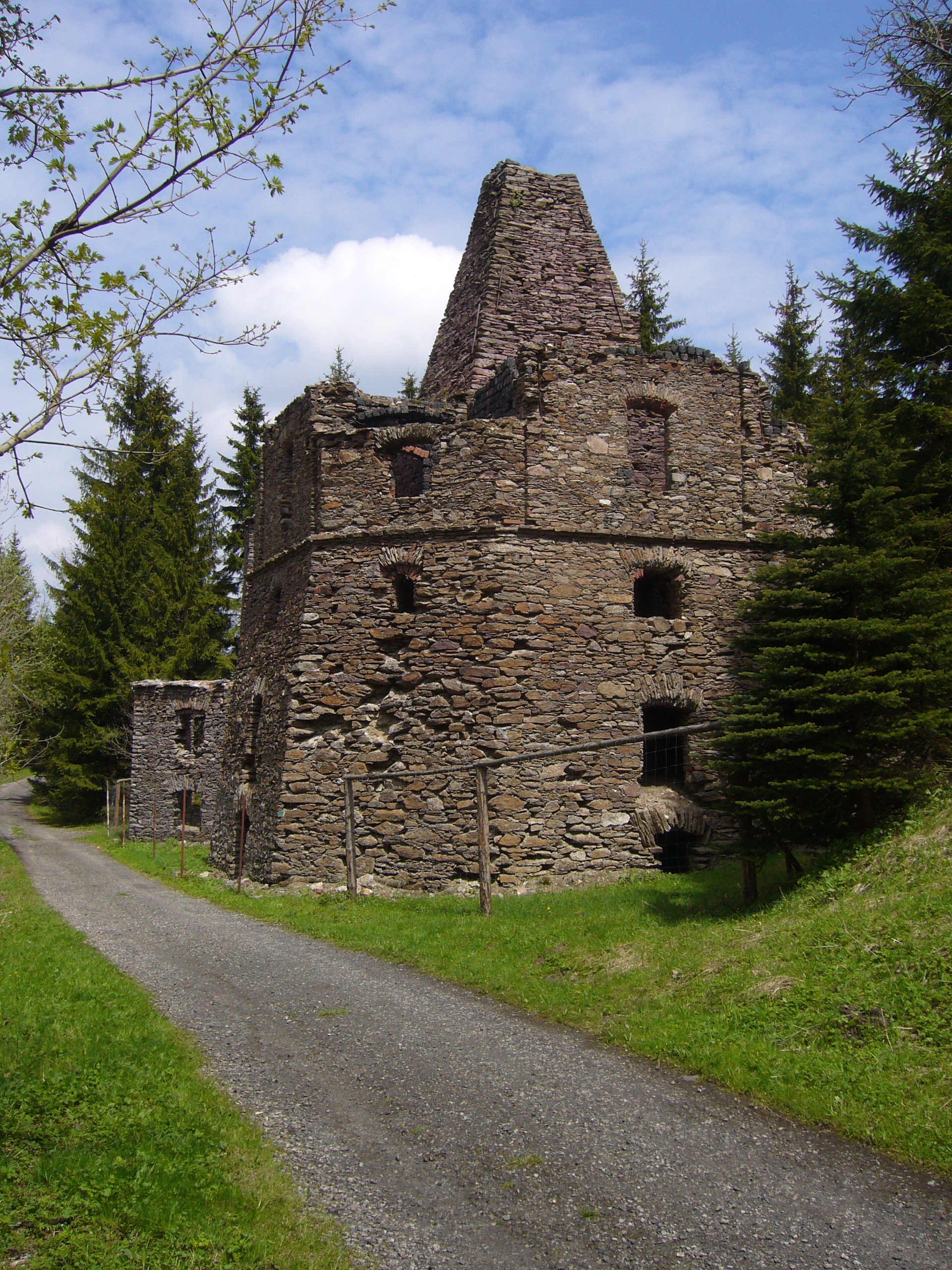
Památkově chráněná vápenka
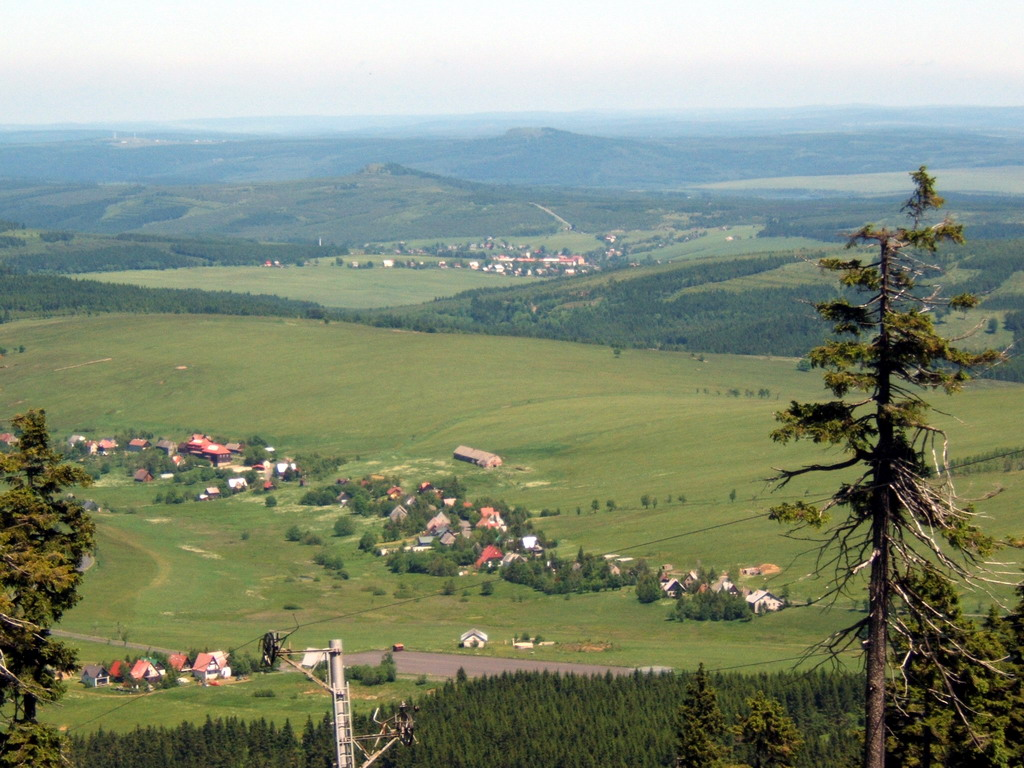
Celkový pohled
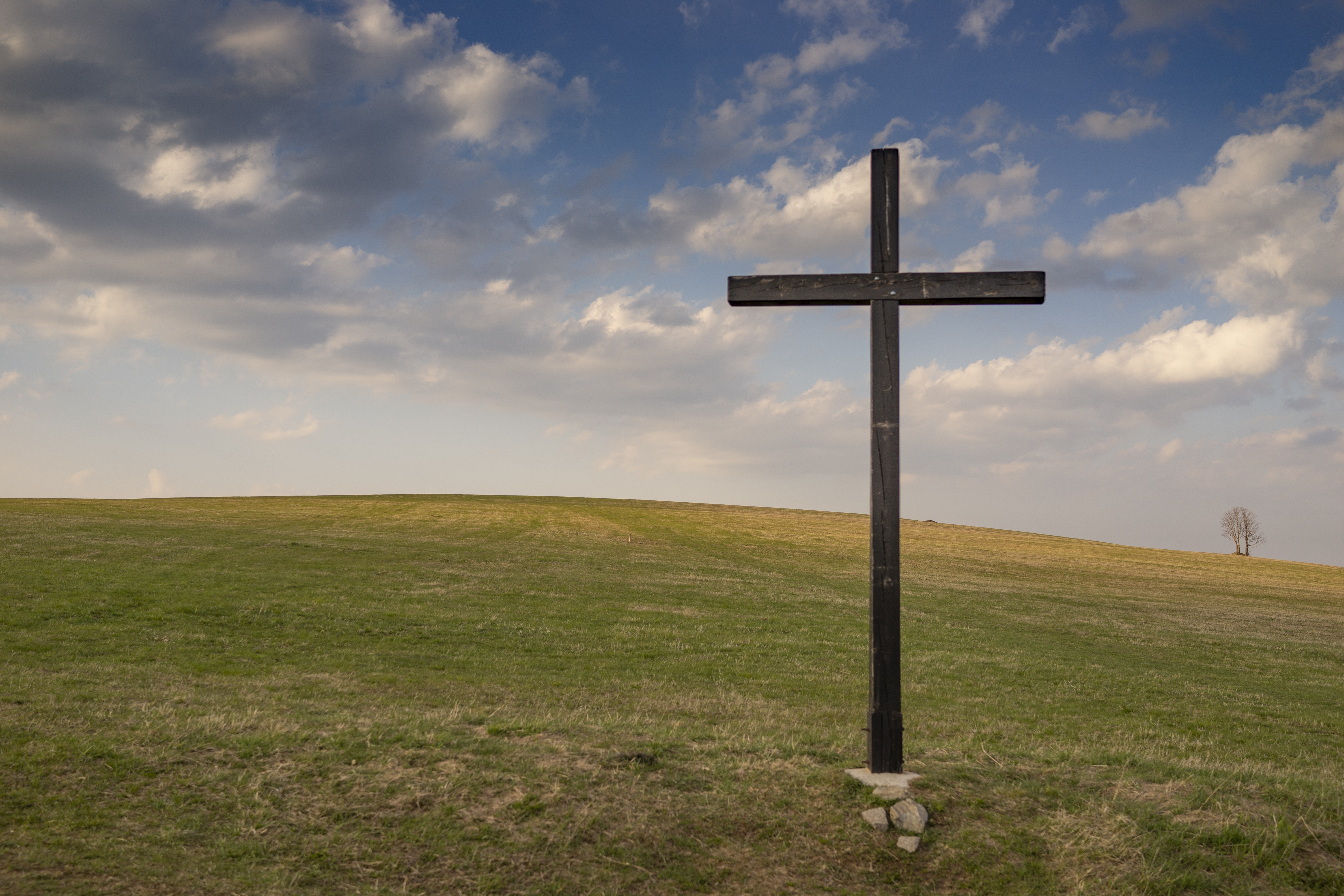
Pamětní Kříž u cesty do zaniklé osady Königsmühle